# Игла Remix
«Игла́ Remix» — художественный кинофильм, снятый в 2010 году, базирующийся на фильме «Игла» 1988 года, дополняющий и развивающий его сюжет. Режиссёр Рашид Нугманов. Съёмки проводились в России и Казахстане. Вышел в прокат в России, Украине и Казахстане 16 сентября 2010 года.

## Сюжет
Моро (Виктор Цой) — певец и рок-музыкант, который даёт концерты в подполье. Официально же он работает кочегаром. К нему обращается его бывший одноклассник, а ныне директор цирка Спартак (Александр Баширов), с предложением получить за две минуты участия в подпольных боях столько денег, сколько он зарабатывает за два года. Моро соглашается и встречается на ринге с Эпштейном — чемпионом по боям без правил. Но бой не закончен, так как все участники задержаны ОМОНом. Моро получает пятнадцать суток. По истечении срока он приезжает в Алма-Ату с целью выбить из Спартака причитающиеся ему деньги. Должник приводит на «стрелку» своих друзей — неформалов. Туда же приходит и Эпштейн с товарищем, ведь Спартак должен ему тоже. Моро расправляется с горе-рэкетирами, Спартак обещает вернуть ему долг.
В городе Моро останавливается у своей бывшей одноклассницы Дины (Марина Смирнова), которая работает медсестрой и занимается стрельбой. Вскоре Моро понимает, что она стала наркоманкой, а её квартира набита наркотиками. Герой увозит девушку к морю, где через две недели в отсутствие наркотиков она выздоравливает. Но после возвращения в город всё начинается сначала.
Моро идёт к Спартаку за деньгами. А тот, прячась от многочисленных должников в заброшенном зоопарке, признаётся ему, что это он тогда вызвал ОМОН и сбежал, так как ему нечем было расплатиться, и что денег у него нет и сейчас. Однако неформалы показывают тайник Спартака, где он хранил всё, что занял у кого-то или украл. Там же обнаруживается и его ассистентка, сидящая в клетке. Оказывается, Спартак прятал её в своём убежище, чтобы спастись вместе с ней, когда начнётся ядерная война. Неформалы отдают деньги Моро, а освобождённая из заточения девушка убивает Спартака.
Один из поставщиков наркотиков — хирург Артур (Пётр Мамонов) — приходит за ними домой к Дине. Моро отдаёт ему весь морфин, но на лестничной клетке Артур от содержимого упаковок избавляется, подставляя тем самым Моро. За хирургом стоят влиятельные люди, с целью отъёма наркотиков подсылающие к Моро шпану, а когда этот план не срабатывает, отправляют к нему убийцу, который зимним вечером в парке под предлогом прикурить сигарету наносит ему два удара ножом и скрывается. Моро падает на колени, затем с трудом поднимается, закуривает и медленно уходит. Позже он вместе с неформалами наведывается к Артуру, чтобы поставить окончательную точку в этой истории, после чего выбрасывает ключи от квартиры Дины и возвращается домой к сестре и отцу.
В отличие от оригинала, где непонятно, выжил ли герой Цоя после ранения в конце картины, в «Игле Remix» он остаётся в живых.

## В ролях
| Актёр                     | Персонаж                              |
| ------------------------- | ------------------------------------- |
| Виктор Цой                | Моро                                  |
| Марина Смирнова           | Дина                                  |
| Александр Баширов         | Спартак, директор цирка               |
| Пётр Мамонов              | Артур Юсупович, хирург                |
| Архимед Искаков           | Архимед, неформал                     |
| Геннадий Люй              | Гесс, неформал в плаще                |

Студией Doping-pong специально для фильма были нарисованы графические сцены с участием Виктора Цоя, после того как режиссёр Рашид Нугманов отказался от идеи участия в фильме дублёра.(Кадр из фильма «Игла Remix»).

| Александр Конкс           | неформал с трубкой (в титрах — Лёлик) |
| Рахимжан Абдыкадыров      | неформал-напёрсточник                 |
| Райхан Канатбаев          | старик-казах в пустыне                |
| Айхан Чатаева             | медсестра                             |
| Владимир Даниленко        | шахматист в котельной                 |
| Марат Азимбаев            | Марат, рэкетир                        |
| Григорий Эпштейн (Ефимов) | Эпштейн, рэкетир                      |
| Ернар Абилев              | наёмный убийца (в титрах — Ико)       |
| Рустем Тажибаев           | водитель «Волги» (в титрах — Барон)   |
| Роберт Цой                | отец Моро                             |
| Юлия Кан                  | Мирка, сестра Моро                    |
| Светлана Нагаева          | Zombie girl, ассистентка Спартака     |
| Дмитрий Мишенин           | клоун Дима, телохранитель Спартака    |
| Игорь Старцев             | сборщик конопли (человек на дрезине)  |
| Георгий Гурьянов          | ди-джей в кафе                        |
| Отряд «Рысь»              | ОМОН МВД СССР                         |
| Рашид Нугманов            | тень Моро / зритель в котельной       |

## Фестивали и награды
- 2010 — первый публичный показ на XVIII Выборгском кинофестивале «Окно в Европу», в кинотеатре «Выборг-Палас».
- 2010 — показ на фестивале «Московская премьера» в Доме кино. Рашид Нугманов получает грамоту Правительства Москвы за укрепление культурных связей между Казахстаном и Россией.
- 2013 — показ на фестивале «Cinema La Clef» в Париже.

## Отзывы и критика
Алексей Мажаев из «Музыкальной правды» похвалил аккуратные аранжировки Игоря Вдовина, который указан в списке композиций как соавтор знаменитых песен группы «Кино».:
«Нужно сказать, что последний сумел справиться с ответственностью, накладываемой на него подобной формулировкой, и очень бережно подошёл к ремиксам классики. Его вмешательство в песни столь деликатно, что почти не слышно. При всём уважении к Вдовину — и слава Богу».

## Музыка

### Композиторы фильма
- «Кино»: Виктор Цой, Юрий Каспарян, Георгий Гурьянов и Игорь Тихомиров
- «Messer Chups»: Игорь Вдовин и Олег Гитаркин
- «Ю-Питер»: Вячеслав Бутусов

### Саундтрек
1. Кино и Игорь Вдовин — Звезда по имени Солнце
2. Messer Chups — Печальная история
3. Кино, Игорь Вдовин и А. Федичев — Дальше действовать будем мы
4. Messer Chups — Очень сексуальные брючки
5. Messer Chups — Один на один
6. Messer Chups — Шапито буги
7. Юрий Каспарян и Игорь Вдовин — Дорога
8. Messer Chups — Шагающий мертвец
9. Игорь Вдовин — Старый винил
10. Messer Chups — Хочешь я убью его
11. Messer Chups — Бывает даже так
12. Игорь Вдовин и Юрий Каспарян — Ты изменилась
13. Messer Chups — Ретрокаин
14. Игорь Вдовин — Сегодня получше
15. Игорь Вдовин — Парламент
16. Messer Chups — Твист неформалов
17. Messer Chups — Молодая кровь
18. Виктор Цой и Юрий Каспарян — Море
19. Кино — Побег
20. Кино и Игорь Вдовин, И. Васильев и А. Федичев — Бошетунмай
21. Игорь Вдовин — Ломки
22. Кино и Игорь Вдовин — Киномеханика
23. Игорь Вдовин — Эстонский блюз
24. Кино — Звуки Му
25. Messer Chups — Фантастический твист
26. Кино — Спартак
27. Messer Chups — Джон Ленин из космоса
28. Игорь Вдовин — Неаполитанская
29. Кино и Игорь Вдовин — Группа крови
30. Ю-Питер — Дети минут
31. Messer Chups — Zubi Zubi Zindella
32. (bonus) Иной Креатив — Дети минут

## Факты
- Специально для фильма были сняты дополнительные сцены с Петром Мамоновым, Александром Башировым, Мариной Смирновой, Архимедом Искаковым и Геннадием Люем[2].
- Для фильма Вячеславом Бутусовым была записана песня «Дети минут» на текст Виктора Цоя[2].
- Студией Doping-pong были нарисованы графические сцены с участием Виктора Цоя, так как режиссёр Рашид Нугманов отказался от идеи доснять сцены, в которых должен был появиться Моро, с участием дублёра[2].
- Для первой сцены, где герой Моро предстаёт зрителям в качестве подпольного музыканта, были использованы материалы из учебного фильма Рашида Нугманова «Йя-Хха».
- Фильм обсуждался в программе «Закрытый показ» с Александром Гордоном.